# Bezzia flavitarsis
Bezzia flavitarsis är en tvåvingeart som beskrevs av Malloch 1914. Bezzia flavitarsis ingår i släktet Bezzia och familjen svidknott. Inga underarter finns listade i Catalogue of Life.